# 20th Anniversary 田村ゆかり LOVE LIVE 2017 *Crescendo Carol*
『20th Anniversary 田村ゆかり LOVE ♡ LIVE 2017 *Crescendo ♡ Carol*』（トゥエンティースアニバーサリー たむらゆかり ラブ ライブ にせんじゅうなな クレッセンド キャロル）は、田村ゆかりの通算17作目の映像作品。Blu-rayは通算11作目となる。2018年5月23日にCana ariaよりDVD版とBlu-ray版が同時リリースされた。

## 概要
2017年9月26日と27日の2日間、横浜アリーナで行われた「20th Anniversary 田村ゆかり LOVE ♡ LIVE 2017 *Crescendo ♡ Carol*」の公演が収録されている。前ライブツアー「田村ゆかり LOVE ♡ LIVE 2015 Spring *Sunny side Lily*」から約2年3ヶ月ぶりのライブとなる。
特典映像はDay1のBONUS TRACK、Short Movieが、LOVE DOCUMENT、デビュー20周年記念特別企画『20カ国料理 食べられるまで帰れま20(とぅえんてぃ♡)』が収録されている。20カ国料理 食べられるまで帰れま20(とぅえんてぃ♡)では田村ゆかり、振り付けのSA.KANA、ギターの堀崎翔、ドラムの土橋誠、小林和行が出演している。

## 収録曲
1. -Prologue-
2. 14秒後にKISSして♡
3. 惑星のランデブー
4. あのね Love me Do
5. -MC 1-
6. Luminous Party
7. アンジュ・パッセ
8. ラブリィ レクチャー
9. エキセントリック・ラヴァー
10. -Short Movie“もしも ゆかりんが・・・”-
11. こっちを向いて
12. Lost Sequence
13. Masquerade kiss
14. -MC 2-
15. 勇気をください
16. -Short Movie“Happy 20th Anniversary”-
17. †メタウサ姫～黒ゆかり王国ミサ～†
18. Sewing My MODE
19. -Short Movie“あ、SAW～ゆかりんのリアル脱出ゲーム～”-
20. ときめきフォーリンラブ/神楽坂ゆか
21. -神楽坂ゆか MC-
22. Doki Doki ☆ π パイン/神楽坂ゆか
23. Jealous/神楽坂ゆか
24. -Short Movie“I am...”-
25. ゆかりはゆかり♡
26. -MC 3-
27. MERRY MERRY MERRY MENU…ね！
28. fancy baby doll
29. もうちょっとFall in Love
30. パーティーは終わらない
31. Fantastic future
32. W:Wonder tale
33. Hello Again
34. -MC 4-
35. この指とまれ
36. Gratitude
37. -Epilogue-

※特典映像
- BONUS TRACK

1. Hello Again 【Day1】
2. 100 CARAT HEART
3. 心の扉
4. めろ～ん音頭～Festival of Kingdom～
5. ココナッツガールは誘われたい/神楽坂ゆか
6. Super Special Smiling Shy girl

- Short Movie 【Day1】

1. “もしも ゆかりんがクレープ屋さんだったら・・・”
2. “もしも ゆかりんが隣に引っ越してきたら・・・”
3. “あ、SAW～ゆかりんのリアル脱出ゲーム～ Hard mode”

- 20th Anniversary 田村ゆかり LOVE ♡ LIVE 2017 *Crescendo ♡ Carol* DOCUMENT
- 田村ゆかり デビュー20周年記念特別企画“20カ国料理　食べられるまで帰れま20(とぅえんてぃ♡)”